# Francesco Aquilini
Francesco Aquilini, född 1960, är en kanadensisk företagsledare som är delägare och vd för familjeägda investmentbolaget Aquilini Investment Group Inc. Han är också majoritetsägare och styrelseordförande för Canucks Sports & Entertainment, som i sin tur äger bland annat ishockeylaget Vancouver Canucks (NHL) och inomhusarenan Rogers Arena.
Han avlade kandidatexamen i företagsekonomi vid Burnaby-baserade Simon Fraser University och en Master of Business Administration vid UCLA.
Aquilinis privata förmögenhet är inte känd men media har rapporterat om att Aquilini Investment Group Inc. är värderad till mer än US$5 miljarder.